# Bobrynets
Bobrynets (ukrainska: Бобринець uttal (fil); ryska: Бобринец, Bobrinets; jiddisch: בוברניץ) är en stad i Kropyvnytskyj rajon i Kirovohrad oblast i centrala Ukraina. Staden har 10 396 invånare (2022).